# Francis John Spence
Francis John Spence (n. 3 iunie 1926, Perth⁠(d), Ontario, Canada – d. 27 iulie 2011, Kingston⁠(d), Ontario, Canada) a fost un teolog romano-catolic canadian și arhiepiscop de Kingston.